# Kjell Laugerud

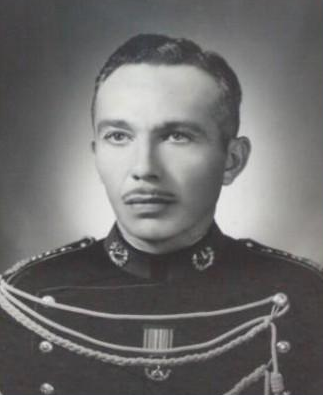
Kjell Laugerud

Kjell Eugenio Laugerud García (Guatemala-Stad, 24 januari 1930 - 9 december 2009) was een Guatemalteeks politicus en militair. Van 1974 tot 1978 was hij president van Guatemala.
Laugerud was geboren in de hoofdstad als zoon van een Noorse vader en een Guatemalteekse moeder. Hij volgde een militaire opleiding aan de School of the Americas en was minister van Defensie onder Carlos Arana. In maart 1974 werd hij voor de aan het leger gelieerde Nationale Bevrijdingsbeweging (MLN) tot president gekozen in verkiezingen die gepaard gingen met geweldsuitbarstingen en beschuldigingen van verkiezingsfraude. Laugeruds presidentschap was weinig voorspoedig. In 1976 werd het land getroffen door een catastrofale aardbeving en Guatemala had voortdurend conflicten met het Verenigd Koninkrijk aangaande Belize. Laugeruds regering lag internationaal onder vuur wegens mensenrechtenschendingen en de aanstelling van de zelfverklaarde neofascist Mario Sandoval Alarcón als vicepresident. De Amerikaanse president Jimmy Carter besloot in 1977 alle hulp aan Guatemala te staken, maar landen als Israël, Taiwan, Joegoslavië, België en Zweden bleven het land militair en financieel steunen. In een bloedbad in Panzós tegen het einde van zijn termijn kwamen 53 Q'eqchi-indianen om het leven door toedoen van het leger.
In 1983 werd hij door de nieuwe militaire heersers gedwongen zich terug te trekken uit het leger.